# 2012 SB67
2012 SB67 est un objet transneptunien faisant partie des cubewanos chauds.